# Мольн-Вітре
Мольн-Вітре (фр. Meaulne-Vitray) — муніципалітет у Франції, у регіоні Овернь-Рона-Альпи, департамент Альє. Мольн-Вітре утворено 1-1-2017 шляхом злиття муніципалітетів Мольн i Вітре. Адміністративним центром муніципалітету є Мольн. Населення — 901 особа (01.01.2021).